# 艾氏短鰓燈魚
艾氏短鰓灯鱼（学名：Nannobrachium isaacsi）为輻鰭魚綱燈籠魚目灯笼鱼科的其中一種。分布于中太平洋東部熱帶海域，為深海魚類，棲息深度0-2300公尺，體長可達13.3公分。